# Дружелюбівка (Дніпровський район)
Дружелю́бівка — село в Україні, у Новопокровській селищній територіальній громаді Дніпровського району Дніпропетровської області. Населення — 138 мешканців.

## Географія
Село Дружелюбівка знаходиться за 2 км від лівого берега річки Любимівка, на відстані 2 км розташовані села Павлівка і Котлярівка. По селу протікає висихний струмок з загатою.

## Населення

### Мова
Розподіл населення за рідною мовою за даними перепису 2001 року:
| Мова       | Відсоток |
| ---------- | -------- |
| українська | 98,6 %   |
| російська  | 1,4 %    |

## Інтернет-посилання
- Погода в селі Дружелюбівка [Архівовано 20 грудня 2011 у Wayback Machine.]

1. ↑  Рідні мови в об'єднаних територіальних громадах України — Український центр суспільних даних